# أمينة بريشي
أمينة نجاة بريشي، ولدت في 16 مايو 1995 في وهران، هو مُسابقة في القوارب الشراعية جزائرية.

## المشوار الرياضي
بدأت أمينة بريشي رياضة ركوب القوارب الشراعية في سن 16 في نادي السندباد في وهران. بعد حصولها على الميدالية الفضية في لونج بورد في بطولة إفريقيا 2014 ، حصلت على الميدالية الذهبية في بطولة إفريقيا 2019 RS: X في الجزائر العاصمة وتأهلت لدورة الألعاب الأولمبية الصيفية 2020 في طوكيو. ثم فازت بالميدالية الذهبية في RS: X في البطولة العربية 2019.

## روابط خارجية
- أمينة بريشي على موقع الاتحاد الدولي للملاحة الشراعية (موقع جديد) (الإنجليزية)
- أمينة بريشي على موقع الاتحاد الدولي للملاحة الشراعية (موقع قديم) (الإنجليزية)
- أمينة بريشي على موقع اللجنة الأولمبية الدولية (الإنجليزية)
- أمينة بريشي على موقع أوليمبيديا (الإنجليزية)